# Karagua
Karagua est un village du Cameroun situé dans la région de l’Est, le département du Haut-Nyong et la commune de Messok.

## Population
En 2005, le village comporte 406 habitants, dont 206 hommes et 200 femmes.